# С-9
С-9 — советская дизель-электрическая торпедная подводная лодка серии IX-бис, С — «Средняя» времён Второй мировой войны. В Великой Отечественной войне повредила два вражеских судна (одно — торпедой, второе — артиллерийским огнём). Погибла на минных заграждениях и затонула в районе острова Большой Тютерс в августе 1943 года.

## История корабля
Заложена 20 июня 1937 года на заводе № 112 в Горьком под стапельным номером 241 и литерным обозначением «Н-9». Спущена на воду 20 апреля 1938 года, вступила в строй 22 декабря 1940 года под командованием С. А. Рогачевского.

### Великая Отечественная война
За годы войны совершила пять боевых походов, в которых провела 101 сутки, произвела три торпедных атаки, повредила один транспорт — 27 сентября 1942 года, одной торпедой с двух кабельтовых попала в Mittelmeer (6370 брт). Две другие атаки были произведены на следующий день, 28 сентября, одиночными торпедами по транспорту Hornum (1467 брт). После промахов С-9 всплыла и открыла артиллерийский огонь. После двух попаданий транспорт загорелся, и подлодка погрузилась, но экипаж транспорта сумел потушить пожар и спасти судно.
В один из походов командир лодки С. А. Рогачевский и вахтенные моряки были смыты волной с мостика рубки во время разыгравшегося шторма. Их тела обнаружены не были. На должность командира был назначен Александр Мыльников.
В пятый поход С-9 вышла 26 июля 1943 года. 12 августа доложила о начале движения на базу, после чего пропала без вести. 4 сентября у острова Сескар было найдено тело старшего рулевого с С-9 К. Т. Дикого в спасательном аппарате ИСА-М.
Лодка была найдена и идентифицирована водолазами 4 мая 2013 года в Финском заливе в районе острова Большой Тютерс.